# کیم جونگ-می
کیم جونگ-می (انگلیسی: Kim Jeong-mi؛ زادهٔ ۷ فوریهٔ ۱۹۷۵) بازیکن هندبال اهل کره جنوبی بود.
از افتخارات وی میتوان به کسب مدال نقره در بازی‌های المپیک تابستانی ۱۹۹۶ اشاره‌کرد.